# Невзорова, Татьяна Анатольевна
Татья́на Анато́льевна Невзо́рова (25 марта 1987, Братск) — казахстанская саночница, с 2004 года выступавшая за сборную России и с 2012-го за Казахстан. Участница двух взрослых чемпионатов мира и двух чемпионатов Европы, неоднократная призёрша национальных первенств.

## Биография
Татьяна Невзорова родилась 25 марта 1987 года в Братске. Активно заниматься санным спортом начала в возрасте десяти лет, в 2004 году прошла отбор в национальную сборную и стала принимать участие в различных международных соревнованиях, в частности, дебютировала на этапах взрослого Кубка мира, заняв в общем зачёте сорок первое место. На молодёжном первенстве мира 2005 года в немецком Винтерберге финишировала двадцать восьмой, а год спустя в Альтенберге была уже пятнадцатой. В сезоне 2007/08 впервые поучаствовала в заездах взрослого чемпионата мира, показав на трассе немецкого Оберхофа двадцать третий результат, на чемпионате Европы в итальянской Чезане закрыла двадцатку лучших, кроме того, по окончании всех кубковых этапов расположилась в мировом рейтинге сильнейших саночниц на двадцать пятой строке.
На чемпионате мира 2009 года в американском Лейк-Плэсиде Невзорова пришла к финишу двадцать первой, тогда как в кубковом зачёте разместилась на двадцать четвёртой позиции. В следующем сезоне ездила соревноваться на европейское первенство в латвийской Сигулде, где заняла тринадцатое место женской одиночной программы. Кубковый цикл 2010/11 завершила на тридцать первом месте общего зачёта, всего в Кубке мира  по состоянию на март 2012 года провела 26 индивидуальных стартов, лучший результат — пятнадцатое место.
Перед началом сезона 2012/13, не выдержав конкуренции в сборной России, приняла решение перейти в команду Казахстана. По собственному признанию, смену команды Невзорова рассматривает как единственную для себя возможность пробиться на зимние Олимпийские игры в Сочи.